# Lempäälä (stacja kolejowa)
Lempäälä (fiń. Lempäälän rautatieasema) – stacja kolejowa w Lempäälä, w prowincji Pirkanmaa, w Finlandii. Znajduje się na linii Riihimäki-Tampere. Została otwarta w 1876. Zatrzymują się tu pociągi podmiejskie i niektóre intercity.